# Санџачки књижевни сусрети
Санџачки књижевни сусрети (САКС) су национална културна манифестација санџачких Бошњака. Ово је једна од три традиционалне манифестације основане у циљу очувања, унапређења и развоја посебности и националног идентитета бошњачке националне заједнице. Манифестацију је 2006. године основало Бошњачко национално вијеће. Одржава се 19. и 20. новембра у Новом Пазару, у оквиру обележавања Дана Санџака.
Манифестација Санџачки књижевни сусрети основана је у циљу афирмације и популаризације књижевног стваралаштва Бошњака и босанског језика. Током манифестације се додељује и традиционална регионална књижевна награда „Перо Ћамила Сијарића”. На манифестацији учествују књижевници са целог Балкана.